# Damasus II
Damasus II, född Poppo de' Curagnoni omkring 1000 i Bayern, död 9 augusti 1048 i Palestrina, var påve från den 17 juli till sin död tre veckor senare, den 9 augusti 1048.

## Biografi
Poppo av Curagnoni föddes i Bayern och var den tredje germanen att väljas som efterträdare till aposteln Petrus. Innan han blev påve var han biskop av Brixen i Tyrolen. När Clemens II hade avlidit i juli 1047, började grevarna av Tusculum återigen att ställa anspråk på makten i Rom, och, med hemligt stöd av markgreve Bonifatius av Toscana, återuppsatte den störtade Benedictus IX på Heliga stolen. Denne nygamle påve fortsatte att leda Kyrkan på samma sätt som tidigare lett till hans fall, och efter åtta månader avsattes han en tredje gång, och då försvann han ur historien. 
På juldagen 1047 sändes en ambassad från romarna till kejsar Henrik III för att underrätta honom om att Clemens dött och begärde att kejsaren såsom Roms patricier skulle utnämna en lämplig efterträdare. I enlighet med sina instruktioner gav envoyéerna ett förslag: ärkebiskop Halinard av Lyon, som blivit mycket populär i Rom. Men kejsar Henrik utsåg istället biskop Poppo av Brixen. Kejsaren befallde att den blivande påven omedelbart skulle föras till Rom. Poppo anlände dit och kröntes i Lateranen som Damasus II den 17 juli 1048.
Efter en kort tid avled Damasus – endast 23 dagar senare – till följd av malaria i Palestrina, dit han sökt sig nästan genast efter sin kröning för att fly sommarhettan i Rom.
Damasus är begravd i basilikan San Lorenzo fuori le Mura i Rom.

## Bilder
| - Påve Damasus II:s sarkofag i San Lorenzo fuori le Mura. |